# Michael Emenalo
Michael Emenalo (Aba, 4 juli 1965) is een voormalig Nigeriaans voetballer. Na zijn carrière als voetballer bekleedde hij verschillende functies in de voetbalwereld. Meest recent was hij technisch directeur bij AS Monaco.

## Carrière

### Voetballer
De carrière van Emenalo begon bij Enugu Rangers. In 1986 trok hij naar de Universiteit van Boston, waar hij tot 1989 bleef. Vervolgens verhuisde hij naar het Belgische RWDM. Bij de Brusselse club was op dat ogenblik Hugo Broos de hoofdtrainer. In de eerste seizoenshelft speelde hij regelmatig, maar daarna belandde hij steeds vaker op de bank.
In 1993 ruilde hij RWDM in voor Eintracht Trier. Vervolgens speelde hij een jaar voor Notts County alvorens terug te keren naar de Verenigde Staten. Hij speelde er twee seizoenen voor San Jose Clash en vertrok toen voor een korte periode naar Lleida. De twee volgende jaren van zijn carrière bracht hij door bij Maccabi Tel Aviv, waar Avram Grant zijn trainer was. Later speelde hij nog één seizoen voor San Jose Earthquakes, waarna hij zijn carrière afsloot bij Stockport County.
Emenalo speelde veertien keer voor de nationale ploeg van Nigeria. In 1994 nam hij met zijn land deel aan het Wereldkampioenschap. Nigeria werd toen door Italië uitgeschakeld in de tweede ronde.

### Bestuurder
In 2007 volgde Emenalo zijn oud-trainer Avram Grant naar de Engelse topclub Chelsea. Eerst werkte hij als scout voor de club uit Londen, maar in november 2010 werd hij gepromoveerd tot assistent van hoofdtrainer Carlo Ancelotti. Daarna was hij, van juli 2011 tot medio 2017, technisch directeur van de club. Na onenigheid vertrok hij naar AS Monaco. Hier bleef hij werkzaam tot november 2019.